# لورانس كورتويس
لورانس كورتويس مواليد 18 يناير 1976 في بلجيكا، هي لاعبة كرة مضرب بلجيكية تلعب باليد اليمنى. هي إحدى بطلات الجراند سلام. أعلى تصنيف لها في الفردي كان المركز الـ 37 في سنة 1996. شاركت في دورة الألعاب الأولمبية الصيفية.

## بطولات حققتها
- دورة رولان غاروس الدولية
- بطولة ويمبلدون

## روابط خارجية
- لورانس كورتويس على موقع رابطة محترفات التنس (الإنجليزية)
- لورانس كورتويس على موقع الاتحاد الدولي لكرة المضرب (الإنجليزية)
- لورانس كورتويس على موقع كأس بيلي جين كينغ (الإنجليزية)
- لورانس كورتويس على موقع بطولة ويمبلدون (الإنجليزية)
- لورانس كورتويس على موقع خلاصة التنس.كوم (الإنجليزية)
- لورانس كورتويس على موقع اللجنة الأولمبية الدولية (الإنجليزية)
- لورانس كورتويس على موقع أوليمبيديا (الإنجليزية)